# 주한 중국 대사관
주대한민국 중화인민공화국 대사관(중국어 간체자: 中华人民共和国驻大韩民国大使馆, 정체자: 中華人民共和國駐大韓民國大使館, 병음: Zhōnghuá Rénmín Gònghéguó zhù Dàhánmínguó Dàshǐguǎn) 또는 주한 중국 대사관은 대한민국 서울특별시 중구에 있는 중화인민공화국 대사관이다.

## 공관 연혁
- 1882년: 조선과 청나라 사이에 체결된 조청상민수륙무역장정에 따라 청나라 정부가 부지를 매입함.[2]
- 1883년: 한성상무공서(漢城常務公署) 설립.
- 1894년: 청일 전쟁 시기에 일본 제국 군대가 한성상무공서를 공격함에 따라 폐쇄됨.
- 1896년: 주한성 청나라 총영사서(總領事署) 설립.
- 1898년: 대한제국 주재 청나라 공사관 설립과 함께 흠차대신(欽差大臣) 파견.
- 1906년: 1905년에 체결된 을사조약에 따라 대한제국 주재 청나라 공사관이 폐쇄되었으나 주한성 청나라 총영사서는 주한성 청나라 총영사부(總領事府)로 이름을 바꿔 유지함.
- 1912년: 신해혁명과 함께 중화민국이 수립됨에 따라 일제강점기 조선 경성부에 주경성 중화민국 총영사관이 설립됨.
- 1937년: 중일 전쟁 시기에 설립된 일본 제국의 괴뢰 정권인 중화민국 임시정부에 주경성 중화민국 총영사관의 소유권이 넘어감.
- 1940년: 중일 전쟁 시기에 설립된 일본 제국의 괴뢰 정권인 왕징웨이 정권에 주경성 중화민국 총영사관의 소유권이 넘어감.
- 1945년: 일본 제국이 중일 전쟁에서 패전함에 따라 주경성 중화민국 총영사관이 폐쇄됨.
- 1946년 11월 4일: 주서울 중화민국 총영사관 설립.
- 1948월 8월 14일: 류위완(劉馭萬) 중화민국 특사가 대한민국을 방문하여 대한민국 정부에 친서를 전달함.
- 1949년 1월 4일: 대한민국과 중화민국과의 외교 관계 수립과 함께 주한 중화민국 대사관으로 승격됨.
- 1992년 8월 24일: 대한민국과 중화인민공화국 간의 외교 관계 수립.[3] 대한민국 정부는 중화인민공화국과의 수교에 앞서 주한 중화민국 대사관 청사를 중화인민공화국 정부에 양도하기로 결정함.[4][5]
- 1992년 8월 27일: 주한 중국 대사관 명동에 개설.[6]:247쪽
- 1992년 9월 23일: 주한 중국 대사관 인수 및 내부 공사 절차 시작.[7][8]
- 1993년 2월 5일: 주한 중국 대사관 공식 입주.[9]
- 1993년 2월 8일: 주한 중국 대사관 정식 업무 시작.[9]
- 2002년 5월: 청사는 종로구 효자동 효자빌딩으로, 영사부는 광화문 교보빌딩으로 이전했다.[1]
- 2014년 1월 23일: 명동에서 재개관식 개최[10]

## 관할 구역
- 주한 중국 대사관: 대한민국 서울특별시, 인천광역시, 대전광역시, 세종특별자치시, 경기도, 강원특별자치도, 충청남도, 충청북도
- 주부산 중국 총영사관: 대한민국 부산광역시, 대구광역시, 울산광역시, 경상남도, 경상북도
- 주광주 중국 총영사관: 대한민국 광주광역시, 전라남도, 전북특별자치도
- 주제주 중국 총영사관: 대한민국 제주특별자치도

## 역대 공관장
| 대수  | 이름     | 중국어 이름 | 신임장 제정일    | 비고   |
| ----- | -------- | ----------- | ---------------- | ------ |
| 제1대 | 장팅옌   | 张庭延      | 1992년 9월 15일  | :247쪽 |
| 제2대 | 우다웨이 | 武大伟      | 1998년 9월 24일  | :261쪽 |
| 제3대 | 리빈     | 李滨        | 2001년 10월 24일 | :267쪽 |
| 제4대 | 닝푸쿠이 | 宁赋魁      | 2005년 9월 26일  | :278쪽 |
| 제5대 | 청융화   | 程永华      | 2008년 11월 10일 | :285쪽 |
| 제6대 | 장신썬   | 张鑫森      | 2010년 4월 1일   | [ 11 ] |
| 제7대 | 추궈훙   | 邱国洪      | 2014년 2월 13일  | [ 12 ] |
| 제8대 | 싱하이밍 | 邢海明      | 2020년 2월 7일   | [ 13 ] |
| 제9대 | 다이빙   | 戴兵        | 2024년 12월 27일 |        |

## 같이 보기

### 일반 주제
- 주한중국문화원
- 중화인민공화국의 재외공관 목록
- 대한민국 주재 외국공관 목록
- 대한민국-중화인민공화국 관계
  - 주중국 대한민국 대사관

### 한국에 설치된 중국 공관
- 주부산 중국 총영사관
- 주제주 중국 총영사관
- 주광주 중국 총영사관

### 주변국에 설치된 중국 공관
- 주일본 중국 대사관
- 주조 중국 대사관
  - 주청진 중국 총영사관
- 주러시아 중국 대사관(중국어판)
- 주미국 중국 대사관